# Jeroen van Eck
Jeroen van Eck (* 14. Mai 1993 in Leuth) ist ein niederländischer Mountainbiker, der sich auf die Disziplin Cross-Country Eliminator spezialisiert hat, in der er 2024 Weltmeister wurde.

## Sportlicher Werdegang
Seinen ersten Erfolg im Cross-Country Eliminator (XCE) erzielte van Eck im Jahr 2015, als er Europameister wurde. Nach der Bronzemedaille und dem nationalen Meistertitel im Jahr 2017 folgte im Jahr 2018 in Columbus der erste Erfolg im UCI-Mountainbike-Eliminator-Weltcup. Mit einem zweiten Erfolg und weiteren Podestplätzen sicherte er sich auch die Weltcup-Gesamtwertung 2018.
In der Saison 2020 gewann er beide der ausgetragenen Weltcup-Rennen im Eliminator und die Silbermedaille bei den Mountainbike-Europameisterschaften. In der Saison 2021 entschied er erneut zwei Weltcup-Rennen für sich und gewann zum zweiten Mal nach 2018 die Weltcup-Gesamtwertung. Zudem stand er als Zweiter erstmals auf dem Podium der Eliminator-Weltmeisterschaften.
Zur Saison 2021 wurde van Eck Mitglied im CST PostNL Bafang Mountainbike Racing Team, um für das Team neben dem Eliminator in der neuen Disziplin E-Mountainbike Cross-Country an den Start zu gehen. Im September 2021 gewann er in Girona sein erstes Rennen im UCI-E-Mountainbike-Weltcup. 2022 und 2023 blieb er ohne zählbare Erfolge. Nachdem Jeroen van Eck drei Jahre lang weder beim Weltcup noch bei Meisterschaften Podiums-Resultate gehabt hatte, gewann er 2024 in Aalen überraschend die Weltmeisterschaften.

## Erfolge
2015
- Europameister – XCE

2017
- Niederländischer Meister – XCE
- Europameisterschaften – XCE

2018
- Niederländischer Meister – XCE
- zwei Weltcup-Erfolge – XCE
- Weltcup-Gesamtwertung – XCE

2019
- Niederländischer Meister – XCE
- ein Weltcup-Erfolg – XCE

2020
- Europameisterschaften – XCE
- zwei Weltcup-Erfolge – XCE

2021
- Weltmeisterschaften – XCE
- Europameister – XCE
- zwei Weltcup-Erfolge – XCE
- Weltcup-Gesamtwertung – XCE
- ein Weltcup-Erfolg – E-MTB XC

2024
- Weltmeister – XCE

2025
- ein Weltcup-Erfolg – XCE